# ノア 約束の舟
『ノア 約束の舟』（ノア やくそくのふね、原題: Noah）は、ダーレン・アロノフスキーが監督し、アロノフスキーと アリ・ハンデルがノアの方舟を基に脚本を執筆した2014年のアメリカ合衆国の叙事詩的映画。ラッセル・クロウが主人公のノア役を務め、ジェニファー・コネリー、レイ・ウィンストン、エマ・ワトソン、ローガン・ラーマン、アンソニー・ホプキンス、ダグラス・ブースが共演する。
北アメリカでは2014年3月28日に2D及びIMAXで封切られた。また一部の国々では変換した3D及びIMAX 3Dでも上映された。2014年度（第35回）ラジー賞においては最低監督賞、最低スクリーンコンボ賞、最低脚本賞、最低リメイク・盗作・続編賞の4部門でノミネート候補リストに入った。

## プロット
創世記の時代、アダムとイブはエデンの園を追われた後、カインとアベルとセトの３人の子どもをもうける。番人と呼ばれた光の天使たちは、アダムに人間の愛と弱さを感じ、神に背いて彼らを助けてあげたために堕天使となり、泥の塊のような姿に変えられ天上界に帰る事ができなくなっていた。カインはアベルを殺し、その子孫たちは堕天使から創造する事を教えられ、文明を築くことができた。しかし人間はいつしか堕天使を裏切り倒してしまう。それに抵抗したのが唯一神の創造物を大切に守り続けてきたセトの子孫、メトシェラであった。
メトシェラの孫になるノアが子どもの頃、カインの末裔で王を名乗るトバル・カインは、ノアの父を殺した。それから成人したノアは、妻と３人の男子といっしょに、トバルが支配する社会から隠れて住んでいた。ある日、ノアは洪水で人々が死ぬ夢を見る。神が世界を滅ぼそうとしている事を知ったノアは、祖父のメトシェラに会うため、家族を連れて旅に出る。途中、賊に襲われ怪我をしている少女イラに出会い助けるが、トバルたちの仲間に襲われる。そこに泥の塊の巨人となった堕天使の生き残りが現れ、ノアの家族を連れ去る。ただし泥の巨人の長であるシェムハザはノアたち人間を信じなかった。
しかし、泥の巨人のオグがノアを信じて逃がしてくれたおかげで、ノアらは無事にメトシェラの住む山にたどり着く。そこでメトシェラに会い、再び神の啓示を受けたノアは、世界は滅びるが、そのあとに楽園がやってくる事を知る。そのためにあらゆる動物を巨大な箱舟に載せて救う事が、自分に与えられた神の使命だと知る。
ノアは誤解を解いた泥の巨人たちの助けを受け、神から与えられた森で箱舟の建造にとりかかる。やがて舟の形ができ始めると、続々と鳥を始めとする動物たちが箱舟を目指してやって来た。
世界の大地は枯れ食料も無くなり、そんな中、トバル・カインも仲間を連れてやって来る。トバルは、人間は神に見捨てられて久しいが、神が世界を洪水で滅ぼすと言うのなら箱舟をもらうと言い、一旦は引き下がるものの、いよいよ大雨が降り始めると再び大挙して箱舟を奪いにやってくる。箱舟とノアたちを守る泥の巨人たちとの間に壮絶な戦いが始まり、巨人たちは一人またひとりと倒され、天上界に帰って行く。そして大洪水がおきた。舟は洪水の嵐の中で漂流し始める。
ノアは溺れている一切の人間を救わなかった。ノアの家族はそんなノアに疑問を持つが、洪水のあとに再び楽園が戻ってきたときに、そこに人間が存在してはいけないという。そこに住めるのは汚れなき動物たちだけであり、人間がいると再び悪がはびこってしまうというのだ。イラとノアの長男セムは互いに愛し合っていたが、イラは子どもが産めない体だったため、ノアの三男ヤフェトで人間は最後になると言った。
ところが妻のナーマの願いとメトシェラの祝福によって、イラは子どもが産める体になっていた。そして、ある日セムの子どもを妊娠した事がわかると、ノアは神の命に背いた家族に怒りを表しつつも、同時に生まれて来る子どもの許しを神に請う。しかし神の返事が無いことを知ると、生まれてきた子どもが女であればその場で殺すと、家族に告げる。そして双子の姉妹が生まれる。生まれた子どもを殺す事は正しい行為ではないと諌めるナーマや抵抗するセムにもとりあわず、ノアはイラが抱いている子どもを殺そうとする。しかし、殺す事はできなかった。赤子を前にして、ノアの中には愛だけがあった。
やがて陸地が現れたとき、ノアは神の使命を果たせなかったことと、家族を苦しめたことを悔い一人離れて暮らした。イラはノアに対して、神があなたを選んだのは、人間を救う価値があるのかどうか、それをあなたに委ねたからだと言い、そしてあなたは慈悲を選んだと言った。ノアは子供たちを集め、神がアダムに託したことを継承していくのだと言って祝福した。そして「生めよ。ふえよ。地を満たせ」と言うと、空に大きな虹の輪が拡がっていった。

## キャスト
※括弧内は日本語吹替
- ノア - ラッセル・クロウ（井上和彦）
  - 若き日のノア - ダコタ・ゴヨ（ラヴェルヌ拓海）

セトの子孫であり、メトシェラの孫。　
- ナーマ - ジェニファー・コネリー（岡寛恵）

ノアの妻。
- トバル・カイン - レイ・ウィンストン（辻親八）
  - 若きトバル・カイン - （咲野俊介）

カインの子孫たちの王、ノアの父の仇。ノアが作った船を奪おうとする。
- イラ - エマ・ワトソン（沢城みゆき）
  - 若年期のイラ - スカイラー・バーク（栗本有規）

ノアの養女、セムの妻。子供が生めない体質。
- ハム - ローガン・ラーマン（小松史法）
  - 若年期のハム - ノーラン・グロス（阿久津秀寿）

ノアの次男。
- メトシェラ - アンソニー・ホプキンス（浦山迅）
  - 若き日のメトシェラ - （櫻井トオル）

ノアの祖父。
- セム - ダグラス・ブース（川田紳司）
  - 若き日のセム - ギャヴィン・カザレンニョ（ラヴェルヌ拓海）

ノアの長男。
- ヤフェト - レオ・マクヒュー・キャロル（鏑木海智）

ノアの三男。
- オグ（英語版） - フランク・ランジェラ（白熊寛嗣）

見張りの天使、ノアを助ける。
- レメク - マートン・チョーカシュ（高瀬右光）

ノアの父。
- ナエル - マディソン・ダヴェンポート（清水理沙）

ハムが出会った娘。
- シェムハザ - ニック・ノルティ（玄田哲章）

見張りの天使たちの長。
- マゴグ - マーク・マーゴリス（烏丸祐一）

見張りの天使。
- ラミール - ケヴィン・デュランド（白熊寛嗣）

見張りの天使。
- アダム - アダム・グリフィス
- イヴ - アリアン・ラインハート（英語版）（合田絵利）

日本語版その他出演：山本格、長尾明希、宮沢きよこ、佐藤美由希、
日本語版制作スタッフ　演出：依田孝利、翻訳：桜井裕子、制作：東北新社

## 製作

### 企画
アロノフスキーが初めてノアの物語に興味を抱いたのは第7学年の時であった。彼は自由作文の課題の際に「The Dove」と題したノアに関する詩を提出した。映画『π』を終えた数年後、アロノフスキーは次の映画のアイデアを探し、ノアに関するものが良いと考えた。脚本作業は2000年に始まったが、アロノフスキーはホールマークが似たような映画に取り組んでいると知り、プロジェクトを保留した。しばらくしたあとに草案の執筆が再開され、2003年に第一稿が完成した。
2007年4月にアロノフスキーは『ガーディアン』誌上で『ノア』について初めて語り、アロノフスキーはノアを洪水の後に「本物のサバイバーズ・ギルト」を経験した「暗い、複雑なキャラクター」と見たと説明した。アロノフスキーはブラッド・ピットが降板して『ファウンテン 永遠につづく愛』の製作が失敗に終わった頃に『ノア』の脚本に取り組んでいた。
過去に『ファウンテン』、『レスラー』、『ブラック・スワン』でアロノフスキーと協働したアリ・ハンデルが脚本を手伝った。彼らは『ノア』の製作費を調達する前に脚本をグラフィックノベル化させるためにカナダの芸術家のニコ・ヘンリションとコラボレーションした。グラフィックノベルの第1巻は2011年10月にベルギーの出版社のル・ロンバードより『Noé: Pour la cruauté des hommes』の題でフランス語で発売された。グラフィックノベルの執筆後、アロノフスキーは1億3000万ドルの予算で『ノア』を製作する契約をパラマウントとニュー・リージェンシーと交わした。脚本家のジョン・ローガンは書き直しのために雇われたと報じられたが、クレジットはされなかった。

### キャスティング
アロノフスキーは当初、クリスチャン・ベールとマイケル・ファスベンダーへノア役のオファーをしたが、両者は他の契約があるために実現しなかった。ベールはリドリー・スコット監督の宗教叙事詩映画『Exodus: Gods and Kings』のモーセ役を選んだ。
ダコタ・ファニングは当初はイラ役にキャスティングされていたが、スケジュールの競合により降板した。またナーム役にはジュリアン・ムーアも検討されていた。トバル・カイン役にはリーアム・ニーソン、リーヴ・シュレイバー、ヴァル・キルマーが考慮されていた。

### 撮影
主要撮影は2012年7月にディルホゥラエイ、Fossvogur、レイニスフャラ、その他アイスランド南部で開始された。
撮影はニューヨーク州でも行われた。ノアの方舟のセットはアッパーブルックヴィルのプランティング・フィールズ州立森林歴史公園に建てられた。2012年9月、撮影のためにロングアイランドに滞在していたラッセル・クロウは友人とカヤックで遊んでいた際に数時間にわたって遭難し、コールド・スプリング・ハーバー付近で沿岸警備隊に救出された。製作は2012年10月にハリケーン・サンディがニューヨークを襲い、豪雨と洪水を引き起こした際に一時保留された。

### ポストプロダクション
ポストプロダクションは14ヶ月以上かけて行われ、アロノフスキーの映画史上最も複雑で規模の大きなものとなった。インダストリアル・ライト&マジック（ILM）は「同社の歴史の中で最も複雑なレンダリング」であると表明した。
大規模な視覚効果を使うことに関してアロノフスキーとスタッフたちは「全ての動物界を作らなければならない」と述べ、本物の動物はほとんど使われなかった。ILMは動物の他にもグリゴリ、種子から発芽した森林、グリゴリとトバル・カイン軍の戦いの間の大洪水の場面、2分間に及ぶ地球創造の歴史の場面を構築を担当した。

### 音楽
映画音楽は以前のアロノフスキーの映画全てで担当したクリント・マンセルが作曲し、クロノス・クァルテットが演奏した。サウンドトラックアルバムは2014年3月26日にノンサッチ・レコードより発売された。
この他にパティ・スミスが劇中でクロウとワトソンのキャラクターが歌う子守唄を作曲した。エンドクレジットではスミス自身が歌う同曲が流された。

## 評価

### 興行収入
北アメリカでは公開初週末3日間で約4370万ドルを売り上げ、初登場1位となった。これはアロノフスキーの映画史上最高額の公開初週末成績である。またラッセル・クロウの出演作としても過去最高額の公開初週末成績である。
ロシアとブラジルでは公開初週末にそれぞれ1720万ドルと980万ドルを売り上げたが、これは非続編映画としては歴代最高、全体でも歴代4位の額であった。またロシアではパラマウント映画作品史上最高額の公開初週末成績でもあった。

### 批評家の反応
映画批評家のレビュー集積サイトのRotten Tomatoesでは215件のレビューで支持率は77%、平均点は6.6/10となっている。

#### 肯定的評価
『ワシントン・ポスト』のキャスリーン・パーカーは本作を「Noah's Arc of Triumph」と呼び、「もしあなたが『ブレイブハート』、『グラディエーター』、『スター・ウォーズ』、『ロード・オブ・ザ・リング』、『インディ・ジョーンズ』、『タイタニック』のうち2本以上が好きならば、『ノア』を愛するだろう」と述べた。リチャード・ローパーは「これまでの映画で最も見事な、忘れられない聖書の叙事詩の一つ」と評した。

#### 否定的評価
IndieWireでは「アロノフスキーの最低映画は、あなたが全てパッケージを買わなくても資料のように多くの授業を提供する壮大な不発である」と評された。The Wrapでは「ダーレン・アロノフスキーの聖書的な『ウォーターワールド』と書かれ、また『ザ・ニューヨーカー』のデヴィッド・デンビーは「ダーレン・アロノフスキーの『ノア』は大激流、デジタル戦闘、環境保護主義者怒りの壮大なごたまぜで、数年で最も狂った大作映画である。『ノア』は大した意味がないかもしれないが、芸術家のみがそれを作ることができた」と評した。

### キリスト教徒の反応

#### 評価する見解
聖公会カンタベリー大主教のジャスティン・ウェルビーはイギリスプレミアの後にランベス宮殿を訪れたラッセル・クロウと共に「信仰と精神性」について話し合った後、「興味深く、考えさせる」と述べた。さらに、「アメリカ聖書協会、ナショナル・カトリック・レジスター、キングス・カレッジ、Q Ideas、Hollywood Prayer Network、フォーカス・オン・ザ・ファミリーなどの組織の指導者たち」が本作の支持を表明した。 

#### 批判的見解
正教会の司祭からは、作品の根幹にある設定が創世記の実際の記述からかけ離れている事を「映画『47RONIN』（が忠臣蔵を破壊している）くらい原作を破壊している」との譬えで指摘し（ノアの三人の息子にはそれぞれ妻がおり、箱舟に一緒に乗った記述が創世記7章にある）、聖書の原型の影も形もとどめていない一作品であるという事を前提として見るべきであるという見解が出されている。
カトリック教会の司祭からも批判が相次いでいる。「神」（God）の語彙に代えて専ら「創造主」（Creator）を使っていることに疑問が提示されている。物語内容は聖書の実際の物語からの現実逃避であると批判されている。さらに、「創造主」が非ペルソナ的な、馬鹿げた命令を出す存在として描かれている事にも否定的見解が出されている。また、ノアをアンチ人間主義・環境主義者的に描いている描写に対して疑問符が付けられている。
若い地球説支持者のケン・ハムと レイ・コンフォートは本作を批判し、特に後者は反論としてドキュメンタリー映画『Noah and the Last Days』を製作した。

### ユダヤ教徒の反応
正統派ユダヤ教ラビの指導者のシュムリー・ボアテックは『ノア』につき「価値ある映画の一つ」（a valuable film）として一定の評価を下しつつも、「ハリウッド映画が主要な情報源となる事は望まない。幸いなことに、彼らの映画はさまよっている。」として、人々が原典に立ち返るきっかけになる事を望むと述べている。
またボアテックは、監督であるダーレン・アロノフスキーがユダヤ人の家庭に生まれながらも無神論者として自己認識している事については、無神論者が抱く数々の疑問（神はなぜ沈黙しているのか、など）が作品内容に示されているのを見れば驚くに値しないとも述べ、「この映画にはそれほど楽しませられはしなかったが、より色々と考えさせられた」と述べている。

### ムスリムの反応と検閲
イスラムの教えに反するという政府見解により、バーレーン、イラン、カタール、サウジアラビア、アラブ首長国連邦、マレーシア、インドネシアでは公開が禁止された。エジプトでもスンナ派の最高権威機関のアル＝アズハル大学によりイスラム法に反し、「信者の感情を刺激する」として公開が見送られた。パキスタンの中央映画検閲委員会のモハメッド・ザリーフは彼らが宗教的なテーマで映画を避ける傾向があると述べ、「我々はまだ見ていないが、私はそれが劇場で上映できるとは思わない」と加えた。しかしながらパキスタンではDVDで視聴可能となる予定である。多くのマズハブではノアのような預言者を描写することは禁止されている。